# Митрополит београдски Антим
Митрополит Антим (грч. Μητροπολίτης Άνθιμος) био је београдски митрополит (1827—1831).

## Биографија
Рођен је на острву Андросу. За епископа је посвећен у Цариграду.
Био је од 1804. до 1813. године епископ врачански, а потом од 1813. до 1827. године епископ ловечки, обоје у оквиру Трновске митрополије у Бугарској, која је била под јурисдикцијом Васељенске патријаршије. Као епископ ловечки звао се Антим II, јер је наследио епископа истог имена. Његов претходник Антим био је од 1794. године епископ ловечки (на бугарском ловчански).
У периоду од 1827. до 1831. године био је митрополит београдски. Наследио је на том месту митрополита Ћирила који је исте године умро. Дошао је у Србију августа 1827. године. Био је и последњи фанариотски Грк на челу београдске митрополије, када су султановим хатишерифом Срби добили право „слободе вероисповести да могу бирати свог митрополита Србина уместо до тада Грка фанариота“. Извршио је миропомазање кнеза Милоша Обреновића као новог српског владара, децембра 1830. године у београдској саборној цркви.
На челу београске митрополије се налазио све до избора Мелентија Павловића 1831. године, који је био први Србин на челу обновљене београдске митрополије. Добровољно се повукао са своје епархије. Напустио је Београд 21. октобра 1831. године.
Прво се настанио у Цариграду, а потом у Атини, где је и умро.